# China National Offshore Oil Corporation
La China National Offshore Oil Corporation (in cinese: 中国 海洋 石油 总公司; Pinyin: Zhōngguó Háiyáng Shíyóu Zǒnggōngsī), chiamata anche CNOOC Group, è un'azienda cinese attiva nel settore petrolchimico e nella raffinazione del petrolio. 
La società è di proprietà del governo cinese e la Commissione per la supervisione e l'amministrazione dei beni di proprietà statale del Consiglio di Stato (SASAC) si assume i diritti e gli obblighi degli azionisti per conto del governo. La sua controllata, CNOOC Limited, è quotata alla borsa di Hong Kong; l'altra controlla, China Oilfield Services, è quotata alle borse di Hong Kong e New York. Nel 2020 nella classifica Forbes Global 2000, la CNOOC si è posizionata al 126º posto, come società pubblica più grande al mondo.
Secondo un rapporto sulle emissioni combinate di gas serra dello standard Greenhouse Gas Protocol, la CNOOC è stata una delle società pubbliche più inquinanti.